# Viktors Hatuļevs
Viktors Hatuļevs (russisch Виктор Хатулев/Wiktor Chatulew; * 17. Februar 1955 in Riga, Lettische SSR; † 7. Oktober 1994 ebenda) war ein lettischer Eishockeyspieler, der während seiner Karriere für Dinamo Riga in der höchsten Spielklasse der Sowjetunion, der Wysschaja Liga, spielte. Er war der erste Spieler aus der Sowjetunion, der beim Amateur Draft der National Hockey League (NHL) ausgewählt wurde, spielte aber niemals in einer nordamerikanischen Liga. Große Erfolge erreichte er Mitte der 1970er Jahre bei Junioren-Weltmeisterschaften, als er zwei Goldmedaillen gewann und mehrere persönliche Auszeichnungen erhielt.

## Karriere
Viktors Hatuļevs wuchs im lettischen Jugla, einem Stadttail von Riga, auf und lebte mit seiner Familie in einem Haus, das diese während seiner Kindheit gebaut hatte. Ab 1974 spielte er für Dinamo Riga in der höchsten Spielklasse der Sowjetunion, der Wysschaja Liga. Unter Trainer Wiktor Tichonow erlebte Dinamo einen Aufschwung und konnte in den 1970er Jahren mit den Eliteklubs aus der Hauptstadt Moskau mithalten. Hatuļevs spielte zunächst als linker Flügelspieler, wurde aber aufgrund seiner Größe und physischen Spielweise, die an den 1973 zurückgetretenen Alexander Ragulin erinnerte, von Tichonow zum Verteidiger umgeschult. In der Folge wurde er zu einem der besten Abwehrspieler der Sowjetunion.
Hatuļevs nahm 1974 an der ersten inoffiziellen U20-Junioren-Weltmeisterschaft in Leningrad und der zweiten Austragung des Turniers in Winnipeg und Brandon in der kanadischen Provinz Manitoba teil. Während dieser beiden Turniere überzeugte er die Scouts mit seiner Spielweise und erhielt mehrere persönliche Auszeichnungen. Im Alter von 20 Jahren wurde Hatuļevs der erste sowjetische Eishockeyspieler, der von einem NHL-Franchise während eines Drafts ausgewählt wurde. Die Philadelphia Flyers wählten ihn während des NHL Amateur Draft 1975 in der neunten Runde an insgesamt 160. Stelle aus, obwohl es kaum eine Chance für den Spieler gab, jemals in Nordamerika zu spielen. Hatuļevs wurde zudem von den Cleveland Crusaders in der neunten Runde des WHA Amateur Draft 1975 ausgewählt.
Als Reaktion auf den Draft erhielt Hatuļevs 1975 nach einem Faustkampf eine Spielsperre über fünf Jahre, die später aufgehoben wurde. Zudem war es ihm nicht erlaubt, die UdSSR zu verlassen. Hatuļevs selbst erfuhr erst 1978, dass er von den Philadelphia Flyers ausgewählt worden war. Nachdem seine Sperre aufgehoben worden war, spielte er bei den Austragungen des Iswestija Cup in den Jahren 1977 und 1978 für die sowjetische Nationalmannschaft. Später erhielt er das Angebot, zum Armeeklub ZSKA Moskau zu wechseln, welches er ablehnte. 1979 erhielt er eine weitere Suspendierung, nachdem er – während eines Kampfes mit Wladimir Wikulow – den eingreifenden Schiedsrichter unbeabsichtigt geschlagen hatte. Zunächst wurde eine lebenslange Sperre ausgesprochen, die später aufgehoben wurde, so dass er weitere zwei Jahre in der Wysschaja Liga spielen konnte. 1981 wurde gegen ihn wegen Harten Spiels und außersportlichen Unfugs eine lebenslange Sperre ausgesprochen.

## Suspendierung und Tod
Nach seinem Karriereende aufgrund der lebenslangen Sperre arbeitete Hatuļevs unter anderem als Taxifahrer, Lagerarbeiter und Friedhofsgärtner. Zudem hatte er mit Alkoholproblemen zu kämpfen und saß einige Zeit wegen Drogenhandels im Gefängnis.
Am 7. Oktober 1994 wurde Hatuļevs Leiche auf einer Straße in Riga gefunden. Die Umstände seines Todes sind bis heute ungeklärt.

## Erfolge und Auszeichnungen
- 1974 Goldmedaille bei der U20-Junioren-Weltmeisterschaft
- 1974 Bester Vorlagengeber der U20-Junioren-Weltmeisterschaft (gemeinsam mit Wiktor Wachruschew)[Anm. 1]
- 1974 Silbermedaille bei der U19-Junioren-Europameisterschaft
- 1975 Goldmedaille bei der U20-Junioren-Weltmeisterschaft
- 1975 Bester Stürmer der U20-Junioren-Weltmeisterschaft
- 1975 Bester Torschütze der U20-Junioren-Weltmeisterschaft (gemeinsam mit sechs weiteren Spielern)[Anm. 2]
- 1975 All-Star-Team der U20-Junioren-Weltmeisterschaft

## Karrierestatistik
| Saison                | Team                  | Liga                  | GP  | G  | A  | Pts | PIM |
| --------------------- | --------------------- | --------------------- | --- | -- | -- | --- | --- |
| 1973/74               | Dinamo Riga           | Wysschaja Liga        | 18  | 7  |    |     |     |
| 1974/75               | Dinamo Riga           | Wysschaja Liga        | 16  | 2  |    |     |     |
| 1975/76               | Dinamo Riga           | Wysschaja Liga        | 27  | 6  | 5  | 11  |     |
| 1976/77               | Dinamo Riga           | Wysschaja Liga        | 32  | 4  | 4  | 8   |     |
| 1977/78               | Dinamo Riga           | Wysschaja Liga        | 29  | 7  | 12 | 19  |     |
| 1978/79               | Dinamo Riga           | Wysschaja Liga        | 34  | 8  | 12 | 20  | 48  |
| 1979/80               | Dinamo Riga           | Wysschaja Liga        | 19  | 3  | 6  | 9   | 12  |
| 1980/81               | Dinamo Riga           | Wysschaja Liga        | 24  | 4  | 3  | 7   | 24  |
| Wysschaja Liga gesamt | Wysschaja Liga gesamt | Wysschaja Liga gesamt | 199 | 42 | 42 | 84  | 84  |

### International
Vertrat die UdSSR bei:
- U20-Junioren-Weltmeisterschaft 1974
- U19-Junioren-Europameisterschaft 1974
- U20-Junioren-Weltmeisterschaft 1975

| Jahr            | Team            | Veranstaltung   |    | GP | G  | A  | Pts | PIM |
| --------------- | --------------- | --------------- | -- | -- | -- | -- | --- | --- |
| 1974            | UdSSR           | U20-WM          | 4  | 3  | 6  | 9  | 2   |     |
| 1974            | UdSSR           | U19-EM          | 5  | 6  | 6  | 12 | 2   |     |
| 1975            | UdSSR           | U20-WM          | 5  | 4  | 1  | 5  |     |     |
| Junioren gesamt | Junioren gesamt | Junioren gesamt | 14 | 13 | 13 | 26 | 4   |     |

(Legende zur Spielerstatistik: Sp oder GP = absolvierte Spiele; T oder G = erzielte Tore; V oder A = erzielte Assists; Pkt oder Pts = erzielte Scorerpunkte; SM oder PIM = erhaltene Strafminuten; +/− = Plus/Minus-Bilanz; PP = erzielte Überzahltore; SH = erzielte Unterzahltore; GW = erzielte Siegtore; 1 Play-downs/Relegation; Kursiv: Statistik nicht vollständig)